# Graham Adams
Graham Adams (sinh tháng 3 năm 1933) là một cầu thủ bóng đá và huấn luyện viên bóng đá. Năm 1971, ông trở thành trợ lý huấn luyện viên và tư vấn kĩ thuật ngoại đầu tiên của Đội tuyển bóng đá quốc gia Hàn Quốc.(tháng 3 năm 1971 ~ tháng 2 năm 1972) Sau sự nghiệp huấn luyện ở Hàn Quốc, ông được bổ nhiệm làm huấn luyện viên của Montreal Olympique. Năm 1967, ông giúp Đội tuyển bóng đá quốc gia Bermuda giành huy chương bạc tại Đại hội Thể thao Liên châu Mỹ.
Trong sự nghiệp cầu thủ, ông thi đấu cho Plymouth Argyle F.C. và Oxford United.